# Weißenborn-Lüderode
Weißenborn-Lüderode is een voormalige gemeente en plaats in de Duitse deelstaat Thüringen, en maakt deel uit van de landgemeente Sonnenstein in de Landkreis Eichsfeld. Tot 1 december 2011 was het dorp een zelfstandige gemeente. In het dorp (bestaande uit de delen Weißenborn en Lüderode) zetelt de nieuwe gemeente. Weißenborn-Lüderode ligt aan de Uerdinger Linie, in het traditionele gebied van de Nederduitse dialect Oostfaals.

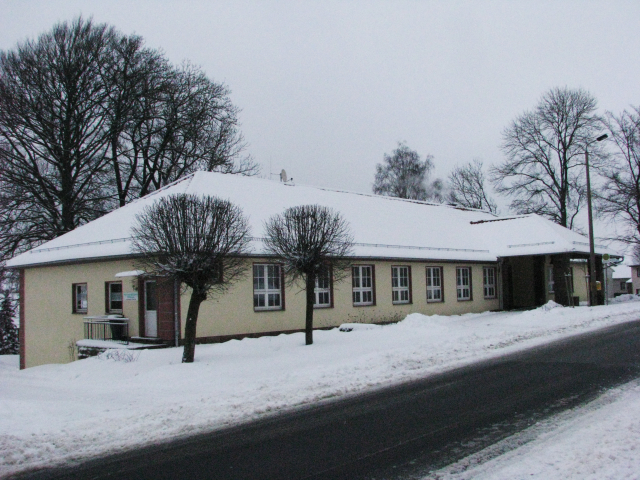
Dokterspraktijk